# Xuxa
Maria da Graça Meneghel (tiếng Bồ Đào Nha: [maˈɾia da ˈgɾasa ˈʃuʃa mẽneˈgɛw]; sinh ngày 27 tháng 3 năm 1963), hay còn được biết đến với nghệ danh Xuxa (tiếng Bồ Đào Nha: [ˈʃuʃɐ]), là nữ MC chương trình, diễn viên, ca sĩ, người mẫu và doanh nhân người Brasil. Nhiều chương trình truyền hình của bà đã từng được phát sóng rộng rãi trên toàn thế giới, bằng tiếng Bồ Đào Nha, tiếng Tây Ban Nha và tiếng Anh. Bà từng hai lần giành chiến thắng giải Grammy Latin ở hạng mục Album nhạc thiếu nhi xuất sắc nhất. Bà cũng được đặt biệt danh là "Queen of Children" (Nữ hoàng của các chương trình thiếu nhi).
Xuxa khởi đầu sự nghiệp truyền hình của mình với chương trình Clube da Criança trên đài Rede Manchete vào khoảng đầu những năm 1980. Bà sau đó dần trở thành một MC nổi tiếng của Brasil khi chuyển sang đài Rede Globo năm 1986 với sê-ri thiếu nhi Xou da Xuxa. Meneghel là người Brasil đầu tiên xuất hiện trong danh sách những nghệ sĩ giàu nhất của tạp chí Forbes vào năm 1991, khi đó bà đứng ở vị trí thứ 37 với thu nhập hàng năm tương đương 19 triệu USD.
Trong suốt sự nghiệp hơn 30 năm của mình, Xuxa Meneghel đã bán được hơn 50 triệu đĩa nhạc trên phạm vi toàn thế giới, đưa bà trở thành nữ nghệ sĩ Brasil có lượng album bán chạy thứ hai sau ca sĩ Rita Lee. Tổng giá trị tài sản của bà ước tính đạt khoảng 100 triệu USD vào những năm 1990. Tính đến năm 2015, bà vẫn nằm trong top những ngôi sao Brasil nổi tiếng nhất. Với tư cách là một doanh nhân, bà có lượng tài sản lớn hơn bất cứ nghệ sĩ nữ Brasil nào, với con số thống kê khoảng 1 tỉ USD.